# Ken Wellman
Kenneth Austin „Ken“ Wellman (* 2. Juni 1930; † 21. März 2013) war ein australischer Eishockeyspieler.

## Karriere
Kenn Wellman nahm für die australische Nationalmannschaft an den Olympischen Winterspielen 1960 in Squaw Valley teil. Mit seinem Team belegte er den neunten und somit letzten Platz. Er selbst kam im Turnierverlauf in allen sechs Spielen zum Einsatz. Zudem trat er für Australien bei der B-Weltmeisterschaft 1962 als Mannschaftskapitän an sowie bei der Qualifikation zu den Olympischen Winterspielen 1964. Auf Vereinsebene spielte er für den Monarchs Ice Hockey Club in Melbourne.